# فروشگاه محصولات موسیقی

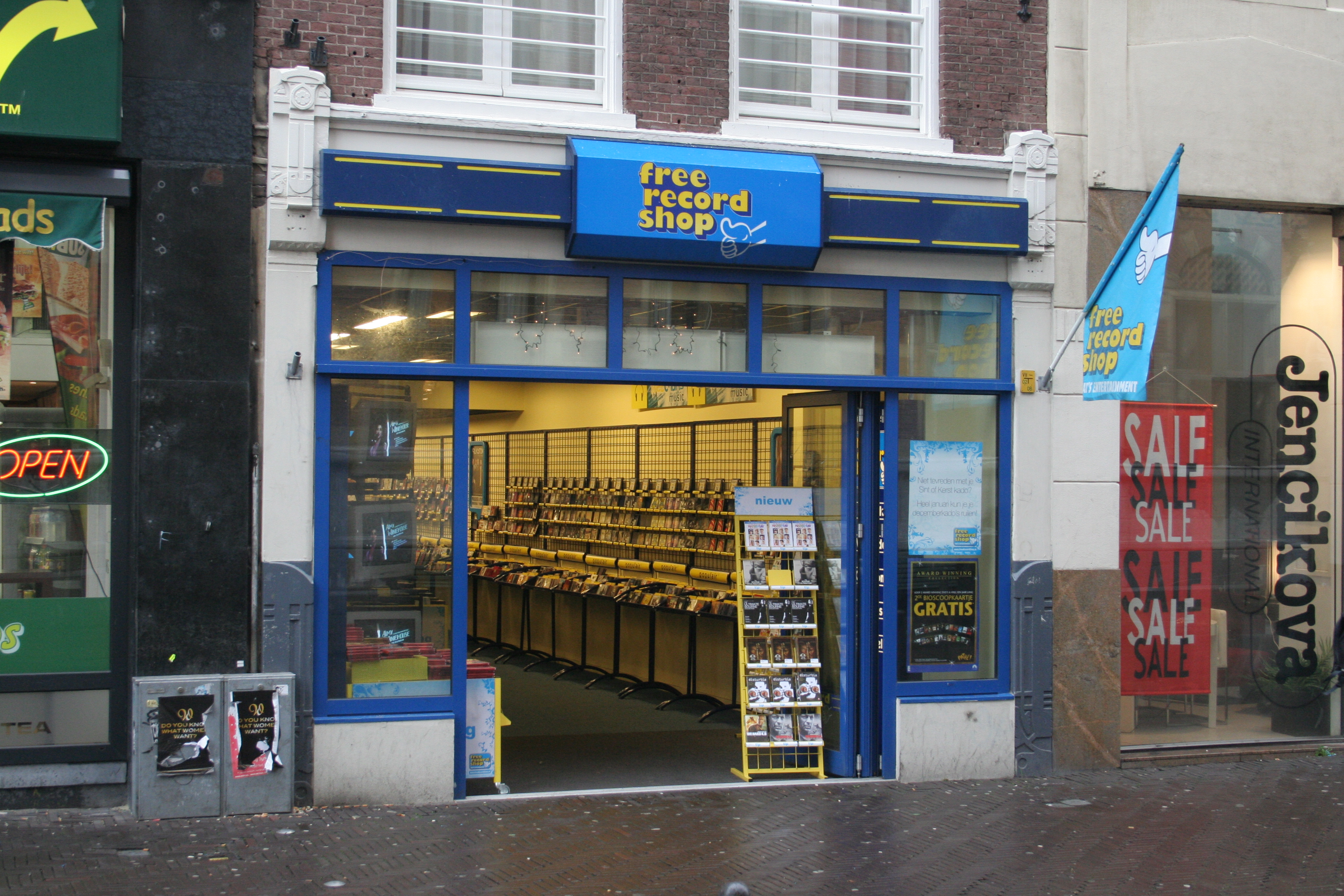
فروشگاه محصولات موسیقی در لاهه هلند

فروشگاه محصولات موسیقی به فروشگاهی گفته می‌شود که محصولات و تولیدات موسیقی مانند: سی‌دی، صفحه گرامافون، نوار کاست و نظایر آنها را می‌فروشد.